# Kościół Imienia Najświętszej Maryi Panny i św. Stanisława Biskupa Męczennika w Białymstoku
Kościół pw. Imienia Najświętszej Maryi Panny i św. Stanisława Biskupa Męczennika – rzymskokatolicki kościół w Białymstoku, na osiedlu Starosielce, pierwotnie cerkiew prawosławna pw. Świętych Cyryla i Metodego.

## Historia

### Okres prawosławny
Budynek, w którym mieści się świątynia, należał do kolei i został przekazany przez jej zarząd na potrzeby miejscowej społeczności prawosławnej. Pierwotnie znajdowała się w nim sala szkolna (należąca do dwuklasowej szkoły ogólnej kolejowej), zaś w 1901 została w nim urządzona niewielka cerkiew pw. Świętych Cyryla i Metodego. Pomysłodawcą organizacji świątyni był katecheta, ks. Michał Pieszkowski. Poświęcenie budynku miało miejsce 15 lipca 1901. Wystrój świątyni sprawiał, że zaliczano ją do najpiękniejszych cerkwi w eparchii grodzieńskiej.

### Pod zarządem PKP
W 1915, w czasie bieżeństwa, świątynia została porzucona. Niemcy, po wejściu do Białegostoku rozlokowali w niej oddział zwiadu konnego. W tym okresie cerkiew została przebudowana – z uwagi na poszerzenie torów przy stacji kolejowej w Starosielcach wejście od strony torów zostało zlikwidowane, urządzono nowe na pierwotnej elewacji bocznej świątyni, rozebrano dawny ganek.
Prawosławni nie odzyskali świątyni, gdy część z nich wróciła do Białegostoku - Dyrekcja Okręgowa PKP przekazała w 1919 dawną cerkiew katolikom, zezwoliła natomiast na wznowienie działalności parafii prawosławnej w kaplicy Zaśnięcia Najświętszej Maryi Panny na miejscowym cmentarzu. W 1922 biskup wileński Jerzy Matulewicz erygował w Starosielcach parafię rzymskokatolicką. Kościół otrzymał wezwanie Imienia Najświętszej Maryi Panny i św. Stanisława Biskupa Męczennika.

### Okres katolicki
Po przejęciu świątyni przez katolików obiekt otrzymał nowe wyposażenie, w tym trzy drewniane ołtarze: główny z obrazem Matki Bożej Ostrobramskiej, boczny z obrazem Matki Boskiej Krypniańskiej zasłanianym wizerunkiem św. Teresy od Dzieciątka Jezus oraz drugi ołtarz boczny z wizerunkiem Najświętszego Serca Jezusa zasłanianego obrazem św. Stanisława. Inne elementy wyposażenia zakupiono z prywatnych datków wiernych, niektóre wykonał osobiście pierwszy proboszcz parafii w Starosielcach - ks. Paweł Grzybowski. Do 1932 budynek był własnością PKP dzierżawioną parafii, następnie został jej przekazany na stałe.
Od wzniesienia kościoła św. Andrzeja Boboli obiekt jest kościołem pomocniczym parafii pod tym samym wezwaniem.
W 1967 kościół został przebudowany ponownie. Prezbiterium świątyni zostało wówczas urządzone w miejscu, gdzie dawniej znajdowało się wejście do budynku. Rozebrano także dawną drewnianą dzwonnicę, z uwagi na jej zły stan techniczny.
Kaplica była krótkookresowo wykorzystywana jako kaplica tymczasowa nowo powstałej parafii pw. Matki Bożej z Guadelupe do czasu wybudowania nowej kaplicy mieszczącej się przy ul. Wrocławskiej.
Od października 2012 roku jest siedzibą Duszpasterstwa Tradycji Katolickiej Archidiecezji Białostockiej.
Powierzchnia świątyni to 131,25m², wymiary: 15 m długości, 8,75 m szerokości i 5,20 m wysokości.